# USS Raleigh (C-8)
El USS Raleigh (C-8) fue un crucero protegido de la Armada de los Estados Unidos dado de alta en 1894 y que en distintos periodos, estuvo activo hasta 1919.

## Historial
Fue el Segundo buque en recibir el nombre de Raleigh, la quilla del C-8 fue puesta sobre las gradas del astillero de Norfolk Navy Yard, en Portsmouth, estado de Virginia el 19 de diciembre de 1889 su botadura, se produjo el 31 de marzo de 1892; apadrinado por  Alfred W. Haywood; y fue dado de alta el 17 de abril de 1894, al mando del Capitán Merrill Miller.
Tras permanecer otros cinco meses en el astillero, el USS Raleigh puso rumbo a Hampton Roads a comienzo de septiembre, posteriormente, realizó sus pruebas de mar en la Bahía Chesapeake. En enero de 1895, fue terminado su equipamiento en la estación de torpedos de at Newport, en  Rhode Island, y el día  25, se unió a la escuadra del Atlántico Norte para realizar prácticas de combate en el Caribe. En junio, partió desde Nueva York, para realizar un crucero alrededor de la península de Florida; y en agosto, retornó a Nueva York para realizar reparaciones tras el viaje, para volver posteriormente a unirse a su escuadra. En los 10 meses siguientes, continuo operando en la parte oeste del Atlántico Norte, navegando entre Nueva Inglaterra y el Estrecho de Florida.
Durante el verano de 1896, realizó entrenamiento de la milicia de Carolina del Sur y Luisiana, posteriormente, retorno a sus ejercicios con su escuadra. Desde finales de octubre, hasta comienzos de febrero de 1897, se unió a las patrullas de neutralidad en las cercanías de Florida, tras lo cual, realizó una puesta a punto en Norfolk (Virginia).
El 6 de mayo, el USS Raleigh puso rumbo al este, el 11 de junio, para ejercer sus labores como buque destacado en la estación en Europa en Smyrna (actual Izmir) en el mar Egeo. En julio, participó en una gira de Buena voluntad por puertos de Marruecos. En agosto, navegó hasta Italia, y posteriormente, retornó al mediterráneo occidental. A finales de diciembre, cruzó el  Canal de Suez para unirse a la escuadra asiática. El 18 de febrero de 1898, entró en Hong Kong donde se unió a la escuadra de Dewey.
El 26 de abril, el Congreso estadounidense declaró la guerra a España. El día 27 la escuadra, puso rumbo a Manila.
A finales de mes, el USS Raleigh paso por la Isla del Fraile, abriendo fuego contra él las baterías de costa españolas. Junto al USS Concord y USS Boston, devolvió el fuego, para posteriormente poner rumbo a Cavite en busca de la flota española.
Navegando en columna, la escuadra norteamericana, disparó a corto alcance. Pocas horas después, la flota española, había sido destruida. El USS  Raleigh junto al USS Olympia, USS Boston, y USS Petrel trabajó en silenciar a las baterías de costa situadas en el astillero y en el arsenal. El 2 de mayo, envió oficiales a tierra en demanda de la rendición de Corregidor y el día 3, envió a una serie de hombres para deshabilitar las baterías de costa y destruir su munición. A finales de la tarde, envió partidas para el mismo propósito a Palo Caballo. El USS Raleigh participó en labores de patrulla, en las que capturó al cañonero Callao el día 12.
En julio, el USS Raleigh partió de la bahía de Manila con rumbo a la bahía de Súbic. El día 7 bombardeó las posiciones españolas en la Isla Grande hasta que se rindieron; después, desplegó tropas en tierra. El día 10, retornó a Manila, donde permaneció hasta la rendición española de la ciudad a mediados de agosto.
El 25 de agosto, el USS Raleigh puso rumbo a Hong Kong transportando correo. A comienzos de septiembre, retornó a las Filipinas donde operó algún tiempo antes de partir el 15 de diciembre con rumbo a Suez, Gibraltar, y los Estados Unidos. El 15 de abril de 1899, arribó a la ciudad de Nueva York donde recibió honores al día siguiente desde otros buques y de las autoridades oficiales de la ciudad.
Diez días después de su llegada, el USS Raleigh partió del puerto de Nueva York con rumbo al sur. El 26, entró en el río Delaware que remontó hasta Filadelfia, donde el vigésimo octavo, Presidente William McKinley y el Secretario de la Armada John Davis Long subieron a bordo para rendir honores al buque y su tripulación por el trabajo realizado.
El 2 de mayo, el USS Raleigh partió de Nuevo para visitar puertos en las Islas Carolinas, tras lo cual fue dado de baja en Portsmouth, Nuevo Hampshire, el 10 de junio.
Fue dado de alta de nuevo el 5 de enero de 1903. El USS Raleigh fue reequipado en Nueva New York desde donde partió a mediados de marzo con rumbo a Honduras, desde donde partió, vía Gibraltar y Suez, para volver a unirse a la flota asiática en Chefoo, China, el 26 de agosto.
Durante los  4 años siguientes, navegó por aguas de Corea, China, Japón y Filipinas. tanto en apoyo de misiones diplomáticas, como para mostrar pabellón o en viajes de buena voluntad. El 12 de agosto de 1907, partió de Yokosuka con rumbo a San Francisco, donde entró el 6 de septiembre, con destino a Mare Island para ser desactivado.
Fue dado de baja el 12 de octubre de 1907, pero el USS Raleigh fue devuelto nuevamente a servicio activo el 21 de febrero de 1911. Inicialmente asignado a la escuadra de reserva del Pacífico, permaneciendo en San Francisco hasta diciembre. Posteriormente, puso rumbo norte hacia Bremerton (Washington), donde pasó más de dos años en actividad reducida.
El 6 de diciembre de 1913, partió de Puget Sound. Navegó con rumbo sur y se unió a la flota activa para servir en la estación naval de México principalmente en Manzanillo, Mazatlán, La Paz, y Guaymas, durante los cuatro años siguientes. Durante su servicio en México, tuvo otras dos breves asignaciones en Ocos, Guatemala, desde el 6 al 25 de octubre de 1915, y en Corinto, Nicaragua, desde el 1 de abril al 26 de julio  de 1916.
Acudió a realizar reparaciones en Mare Island cuando Los Estados Unidos entraron en la Primera Guerra Mundial, el USS Raleigh partió de San Francisco a comienzos de mayo de 1917 y el 5 de junio se unió a las fuerzas de patrulla de la flota del Atlántico en Newport, asignado a la fuerza de cruceros, segunda escuadra, y realizó patrullas desde Boston a Norfolk hasta noviembre, cuando fue enviado a aguas de Brasil.
El 12 de diciembre, el USS Raleigh arribó a Río de Janeiro y hasta el 27 de abril de 1918, patrulló en la zona entre Río, y Salvador de Bahía. En mayo, arribó a África occidental, donde entregó municiones al gobierno de Liberia, continuó después hasta Dakar, y el 18 de mayo puso rumbo oeste, para retomar sus patrullas entre Bahía y Río.
Al mismo tiempo, los U-boot alemanes comenzaron a hacer incursiones en la costa este de los Estados Unidos, por lo que se ordenó al USS Raleigh retornar a casa.
Abandonó Bahía el 26 de junio, y se unió a las patrullas en la costa este en Key West, Florida, el 21 de julio, dando comienzo a la escolta de convoyes en el Golfo de México, en el Caribe, y en la costa este de las Carolinas. Permaneció en estas actividades hasta la finalización del conflicto en 1918, tras lo cual, continuó operando en Key West. El 6 de abril entró en los astilleros Charleston Navy Yard para preparar su desactivación. El 21 de abril de 1919 fue dado de baja por última vez , y el 5 de agosto de 1921 fue vendido para desguace a Henry A. Hitner's Sons Co., de Filadelfia, Pensilvania.